# Mossabäckens naturreservat
Mossabäckens naturreservat är ett naturreservat i Luleå kommun i Norrbottens län.
Området är naturskyddat sedan 2020, utökat 2022, och är 111 hektar stort. Reservatet som består av flera delar ligger nordväst om Råneå väster om Pålträsket  och består av  gammal granskog, lövsumpskog, bäckar och stora myrar. 